# Popelištná
Popelištná (německy Popelischna) je vesnice, část města Červená Řečice v okrese Pelhřimov. Nachází se asi 2,5 km na východ od Červené Řečice. V roce 2009 zde bylo evidováno 56 adres. V roce 2001 zde trvale žilo 60 obyvatel.
Popelištná je také název katastrálního území o rozloze 3,15 km2.